# 1548 Palomaa
1548 Palomaa è un asteroide della fascia principale del diametro medio di circa 26,46 km. Scoperto nel 1935, presenta un'orbita caratterizzata da un semiasse maggiore pari a 2,7868397 UA e da un'eccentricità di 0,0824932, inclinata di 16,52200° rispetto all'eclittica.
L'asteroide è dedicato al chimico finlandese Matti Herman Palomaa (1871-1947), professore all'Università di Turku e amico dello scopritore.